# Platyzosteria gisleni
Platyzosteria gisleni är en kackerlacksart som beskrevs av Karlis Princis 1954. Platyzosteria gisleni ingår i släktet Platyzosteria och familjen storkackerlackor. Inga underarter finns listade i Catalogue of Life.